# Erigone remota
Erigone remota är en spindelart som beskrevs av Ludwig Carl Christian Koch 1869. Erigone remota ingår i släktet Erigone och familjen täckvävarspindlar. Utöver nominatformen finns också underarten E. r. dentigera.